# Pentium M
Pentium 4-M Intel Core (Yonah)
Stealey
Le Pentium M (pour Pentium Mobile) est un processeur 32 bits de la famille x86 fabriqué par Intel dont l'architecture est dérivée de celle du Pentium III. 
Ce processeur a été conçu pour remplacer les Pentium 4-M mobiles, dont la consommation excessive est rapidement devenue un handicap. Il en reprend le bus quad pumped (jusqu'à 4 paquets de 64 bits peuvent circuler par cycle d'horloge), son prédicteur de branchement (amélioré pour l'occasion), ainsi que le jeu d'instructions SSE2. Enfin les micro-opérations issues du décodage des instructions x86 sont fusionnées, afin d'économiser des transistors de "traçabilité", et d'améliorer le rendement.
Le Pentium M est à l'origine du label Centrino, marque d'Intel pour caractériser les ordinateurs portables ayant, outre un Pentium M, une carte réseau Wi-Fi approuvée par Intel, et un chipset Intel. Un ordinateur portable avec un Pentium M ne possède donc pas forcement l'appellation Centrino.
Tous les Pentium M disposent de la technique Enhanced Intel Speedstep Technology (EIST) qui leur permet de diminuer dynamiquement la fréquence du processeur. Lorsque l'EIST est activé la tension est diminuée, le coefficient multiplicateur passe de sa valeur initiale à 6, le FSB reste identique. La baisse de tension permet de diminuer la consommation du processeur lorsque celui-ci n'est pas sollicité et permet ainsi d'augmenter l'autonomie de l'ordinateur portable.

## Les Pentium M

### Banias
Les Pentium M Banias sont les premiers à voir le jour. Ils sont gravés avec une finesse de 130 nm. Tous les processeurs suivants supportent les technologies MMX, SSE, SSE2 et EIST. Il est cadencé de 900 MHz à 1,7 GHz avec un FSB à 400 MHz et 1 Mio de cache de niveau 2.

#### Plate-forme Carmel
| Modèle                 | Nb. cœurs | Fréquence | Cache L1 | Cache L2 | Mult. | Tension | TDP    | FSB      | Socket     | Commercialisation |
| ---------------------- | --------- | --------- | -------- | -------- | ----- | ------- | ------ | -------- | ---------- | ----------------- |
| Pentium M "Banias"     |           |           |          |          |       |         |        |          |            |                   |
| 1.7                    | 1         | 1,7 GHz   | 64 ko    | 1 Mio    | ×17   | 1,484 V | 24,5 W | 400 MT/s | Socket 479 | 2 juin 2003       |
| 1.6                    | 1         | 1,6 GHz   | 64 ko    | 1 Mio    | ×16   | 1,484 V | 24,5 W | 400 MT/s | Socket 479 | 12 mars 2003      |
| 1.5                    | 1         | 1,5 GHz   | 64 ko    | 1 Mio    | ×15   | 1,484 V | 24,5 W | 400 MT/s | Socket 479 | 12 mars 2003      |
| 1.4                    | 1         | 1,4 GHz   | 64 ko    | 1 Mio    | ×14   | 1,484 V | 22 W   | 400 MT/s | Socket 479 | 12 mars 2003      |
| 1.3                    | 1         | 1,3 GHz   | 64 ko    | 1 Mio    | ×13   | 1,388 V | 22 W   | 400 MT/s | Socket 479 | 12 mars 2003      |
| Pentium M LV "Banias"  |           |           |          |          |       |         |        |          |            |                   |
| LV 718                 | 1         | 1,3 GHz   | 64 ko    | 1 Mio    | ×13   | 1,18 V  | 12 W   | 400 MT/s | Socket 479 | 7 avril 2004      |
| LV 1.2                 | 1         | 1,2 GHz   | 64 ko    | 1 Mio    | ×12   | 1,18 V  | 12 W   | 400 MT/s | Socket 479 | 2 juin 2003       |
| LV 1.1                 | 1         | 1,1 GHz   | 64 ko    | 1 Mio    | ×11   | 1,18 V  | 12 W   | 400 MT/s | Socket 479 | 12 mars 2003      |
| Pentium M ULV "Banias" |           |           |          |          |       |         |        |          |            |                   |
| ULV 713                | 1         | 1,1 GHz   | 64 ko    | 1 Mio    | ×11   | 1,004 V | 7 W    | 400 MT/s | Socket 479 | 7 avril 2004      |
| ULV 1.0                | 1         | 1 GHz     | 64 ko    | 1 Mio    | ×10   | 1,004 V | 7 W    | 400 MT/s | Socket 479 | 2 juin 2003       |
| ULV 900                | 1         | 900 MHz   | 64 ko    | 1 Mio    | ×9    | 1,004 V | 7 W    | 400 MT/s | Socket 479 | 12 mars 2003      |

### Dothan

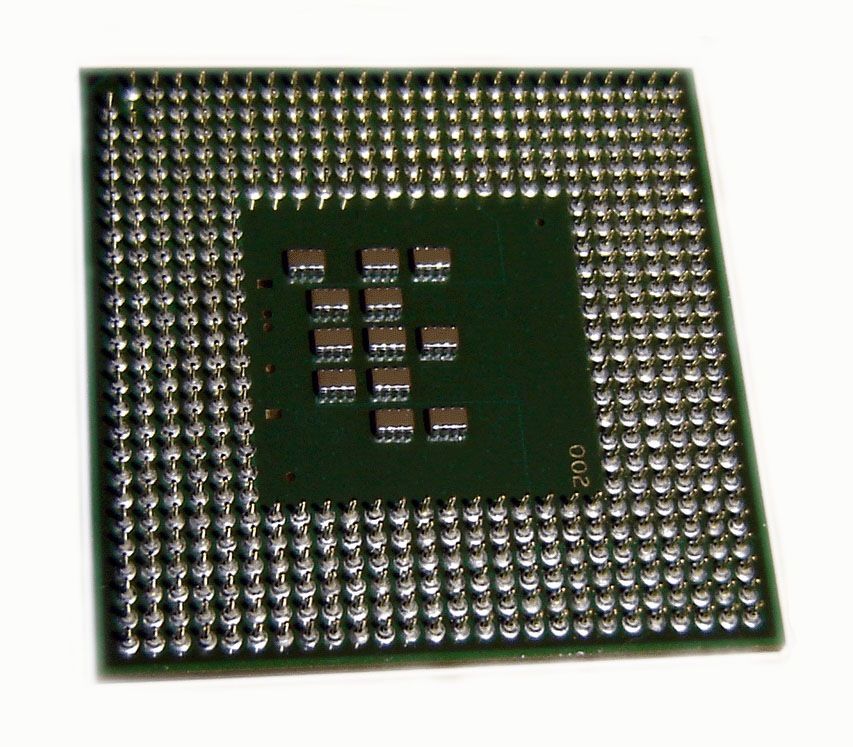
Face arrière du Pentium M 730 core Dothan

Les Pentium M Dothan sont des die shrink de Banias en 90 nm. Ils supportent les technologies MMX, SSE, SSE2,  EIST et XD Bit sauf pour les modèles 710, 738, 733 et 723. Il a été lancé en mai 2004 avec l'introduction de la plate-forme Centrino Sonoma. Il a été conçu dès le départ pour les portables et dispose d'une architecture performante. Cette nouvelle architecture utilise un FSB de 533 MT/s au lieu de 400 MT/s pour le Banias. Cela a pour conséquence directe pour une même fréquence d'augmenter légèrement la consommation et donc une diminution de l'autonomie des ordinateurs portables. On trouve en option la fonction de bit de verrouillage (Execute Disable Bit) qui empêche l'exécution de certains virus.
L'introduction de Centrino Sonoma a permis aussi à Intel de lancer ses Pentium M LV pour "Low Voltage" et ULV pour "Ultra Low Voltage". Ces processeurs sont sélectionnés dès leur sortie d'usine puisque ce qui les caractérise est une tension de fonctionnement faible. Or seuls les meilleurs d'entre eux sont capables de tenir une fréquence convenable avec une tension faible. 
Le Die d'un Dothan mesure 83,6 mm².

#### Plate-forme Carmel Refresh
| Modèle                 | Nb. cœurs | Fréquence | Cache L1 | Cache L2 | Mult. | Tension         | TDP       | FSB      | Socket     | Commercialisation                |
| ---------------------- | --------- | --------- | -------- | -------- | ----- | --------------- | --------- | -------- | ---------- | -------------------------------- |
| Pentium M "Dothan"     |           |           |          |          |       |                 |           |          |            |                                  |
| 765                    | 1         | 2,1 GHz   | 64 ko    | 2 Mio    | x21   | 1,308 - 1,356 V | 21 W      | 400 MT/s | Socket 479 | 20 octobre 2004                  |
| 755                    | 1         | 2 GHz     | 64 ko    | 2 Mio    | x20   | 1,276 - 1,34 V  | 21 W      | 400 MT/s | Socket 479 | 10 mai 2004                      |
| 745                    | 1         | 1,8 GHz   | 64 ko    | 2 Mio    | x18   | 1,276 - 1,34 V  | 21 W      | 400 MT/s | Socket 479 | 10 mai 2004                      |
| 735                    | 1         | 1,7 GHz   | 64 ko    | 2 Mio    | x17   | 1,276 - 1,34 V  | 21 W      | 400 MT/s | Socket 479 | 10 mai 2004                      |
| 725                    | 1         | 1,6 GHz   | 64 ko    | 2 Mio    | x16   | 1,276 - 1,34 V  | 21 W      | 400 MT/s | Socket 479 | 23 juin 2004                     |
| 715                    | 1         | 1,5 GHz   | 64 ko    | 2 Mio    | x15   | 1,276 - 1,34 V  | 21 W      | 400 MT/s | Socket 479 | 23 juin 2004                     |
| Pentium M LV "Dothan"  |           |           |          |          |       |                 |           |          |            |                                  |
| LV 778                 | 1         | 1,6 GHz   | 64 ko    | 2 Mio    | x16   | 1,116 V         | 10 W      | 400 MT/s | Socket 479 | juillet 2005 ?                   |
| LV 758                 | 1         | 1,5 GHz   | 64 ko    | 2 Mio    | x15   | 1,116 V         | 10 W      | 400 MT/s | Socket 479 | 19 janvier 2005                  |
| LV 738                 | 1         | 1,4 GHz   | 64 ko    | 2 Mio    | x14   | 1,116 V         | 10 W      | 400 MT/s | Socket 479 | 20 juillet 2004 - juillet 2005 ? |
| Pentium M ULV "Dothan" |           |           |          |          |       |                 |           |          |            |                                  |
| ULV 773                | 1         | 1,3 GHz   | 64 ko    | 2 Mio    | x13   | 0,876 - 0,956 V | 5,5 W     | 400 MT/s | Socket 479 | janvier 2006                     |
| ULV 753                | 1         | 1,2 GHz   | 64 ko    | 2 Mio    | x12   | 0,876 - 0,956 V | 5,5 W     | 400 MT/s | Socket 479 | 19 janvier 2005                  |
| ULV 733                | 1         | 1,1 GHz   | 64 ko    | 2 Mio    | x11   | 0,876 - 0,956 V | 5 - 5,5 W | 400 MT/s | Socket 479 | 20 juillet 2004                  |
| ULV 723                | 1         | 1 GHz     | 64 ko    | 2 Mio    | x10   | 0,94 V          | 5 W       | 400 MT/s | Socket 479 | 20 juillet 2004                  |

#### Plate-forme Sonoma
| Modèle    | Nb. cœurs | Fréquence | Cache L1 | Cache L2 | Mult. | Tension | TDP  | FSB      | Socket     | Commercialisation |
| --------- | --------- | --------- | -------- | -------- | ----- | ------- | ---- | -------- | ---------- | ----------------- |
| Pentium M |           |           |          |          |       |         |      |          |            |                   |
| 780       | 1         | 2,26 GHz  | 64 ko    | 2 Mio    | ×17   |         | 27 W | 533 MT/s | Socket 479 | juillet 2005      |
| 770       | 1         | 2,13 GHz  | 64 ko    | 2 Mio    | ×16   |         | 27 W | 533 MT/s | Socket 479 | 19 janvier 2005   |
| 760       | 1         | 2 GHz     | 64 ko    | 2 Mio    | ×15   |         | 27 W | 533 MT/s | Socket 479 | 19 janvier 2005   |
| 750       | 1         | 1,86 GHz  | 64 ko    | 2 Mio    | ×14   |         | 27 W | 533 MT/s | Socket 479 | 19 janvier 2005   |
| 740       | 1         | 1,73 GHz  | 64 ko    | 2 Mio    | ×13   |         | 27 W | 533 MT/s | Socket 479 | 19 janvier 2005   |
| 730       | 1         | 1,6 GHz   | 64 ko    | 2 Mio    | ×12   |         | 27 W | 533 MT/s | Socket 479 | 19 janvier 2005   |

## Les dérivés

### Celeron M
Le Pentium M fut aussi décliné en janvier 2004 en entrée de gamme sous l'appellation Celeron M. Il se distingue par un cache L2 amputé de moitié soit 1 Mio à 2 Mio pour les processeurs Dothan et 512 Kio à 1 Mio pour les modèles Banias. Il comporte cependant l'ensemble des instructions des Pentium M mais s'en distingue par l'absence des fonctionnalités d'économie d'énergie comme l'EIST et le mode Deeper Sleep l'empêchant entre autres de réguler sa fréquence selon les besoins. 

### CE3100
Intel se lança en 2008 dans le développement d'une vaste gamme de produits de type SoC (System on a Chip) peu énergétiques et destinés à des segments spécifiques, tel que l'électronique grand public à destination du multimédia domestique (box ADSL, décodeurs TV, platine blu-ray...) ou de l'embarqué (ordinateur de bord...).

Pour ce dernier segment, Intel décida de récupérer l'architecture Pentium (cœur Dothan) pour concevoir l'Intel CE3100 (nom de code Canmore) qui fut présenté lors de l'IDF 2008 de San Francisco. La puce intègre un contrôleur mémoire tricanal DDR2 800 MHz et un cœur graphique GMA 500 prenant en charge l'encodage des codecs MPEG-2, H.264 et VC-1. Ce dernier peut même prendre en charge deux flux HD 1080p simultanément et supporte l'HDMI 1.3a. 
| Modèle | Cœurs    | Cœurs   | Fréquence | Cache | Cache   | Mult. | Tension | Révision (Sspec) | TDP  | Bus     | Socket | Référence | Commercialisation | Commercialisation | Commercialisation |
| Modèle | Physique | Logique | Fréquence | L1    | L2      | Mult. | Tension | Révision (Sspec) | TDP  | Bus     | Socket | Référence | Début             | Fin               |                   |
| ------ | -------- | ------- | --------- | ----- | ------- | ----- | ------- | ---------------- | ---- | ------- | ------ | --------- | ----------------- | ----------------- | ----------------- |
| CE3100 |          |         |           |       |         |       |         |                  |      |         |        |           |                   |                   |                   |
| 3100   | 1        | 1       | 800 MHz   | Kio   | 256 Kio |       | V       |                  | 10 W | FSB MHz |        |           | 20 août 2008      | 27 octobre 2011   |                   |

## L'après Pentium M
Le Pentium M est suivi par les processeurs Core Solo et Core Duo, à ne pas confondre avec les Intel Core 2 qui utilisent l'architecture Core.